# Arteriografia

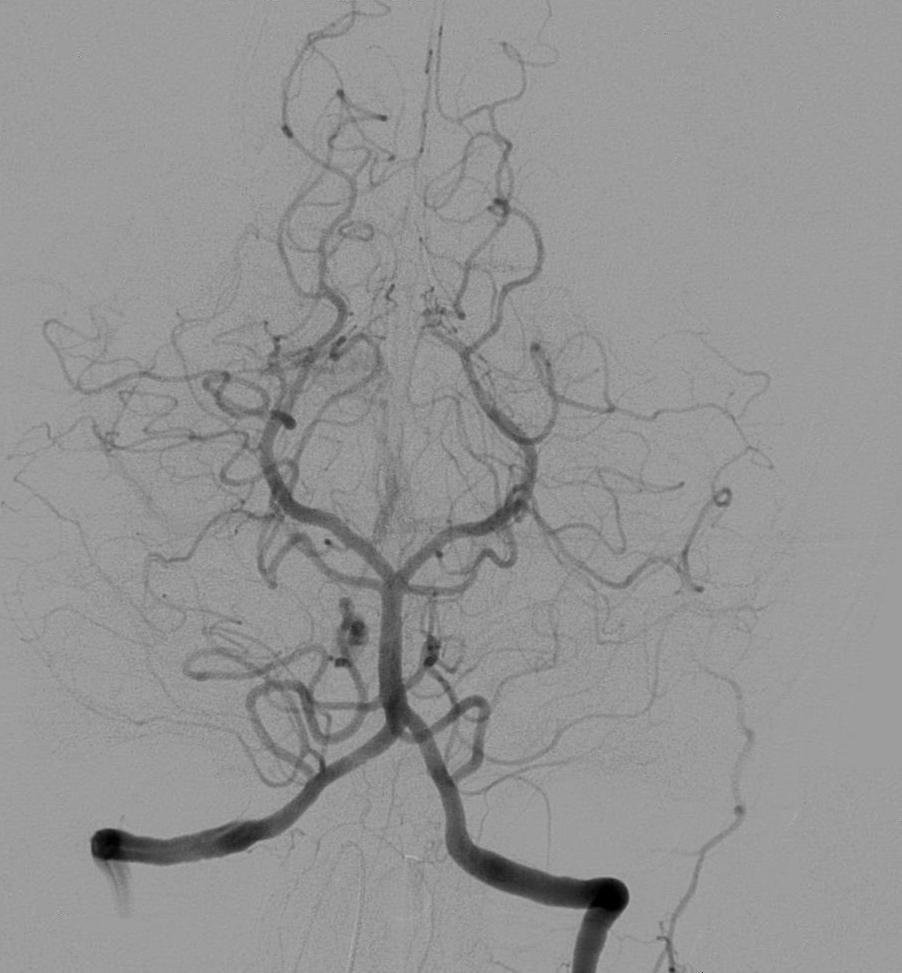
Arteriografia tętnic mózgowia. Obraz uzyskany po iniekcji środka kontrastującego do tętnicy kręgowej lewej.

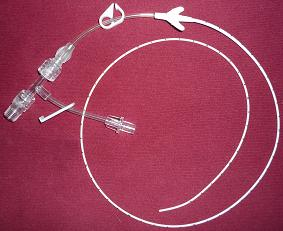
Jednokanałowy cewnik donaczyniowy.

Arteriografia – diagnostyczne badanie radiologiczne, którego zadaniem jest obrazowanie światła naczyń tętniczych.
Do tętnicy, najczęściej tętnicy udowej lub tętnicy ramiennej wprowadza się cewnik naczyniowy, przez który do krwi wstrzykuje się rozpuszczalny w wodzie środek kontrastowy, który dociera do regionu organizmu podlegającego badaniu, a następnie wykonuje się serię zdjęć rentgenowskich. Pozwala to na uwidocznienie naczyń, ich odgałęzień i zmian chorobowych w nich występujących. Niekiedy w trakcie badania wykonuje się zabieg angioplastyki lub implantacji stentu w miejscu zmiany chorobowej.
Najczęściej wykonuje się arteriografię aorty, tętnic nerkowych, naczyń mózgowych i tętnic wieńcowych.